# АК1-3
АК1-3 — украинский двухместный вертолёт производства компании «ООО КБ Аэрокоптер», г. Полтава.
В июне 2006 года Госавиаслужбой Украины выдан сертификат ТП-0008, что позволяет использовать АК1-3 в коммерческих и любительских целях на территории Украины. Вертолёт отвечает требованиям АП-27 и отвечает международным стандартам уровня шума.
Лёгкий вертолёт предназначен для различных видов работ: сельскохозяйственных, лесопатрулирования, пожаротушения, мониторинга трубо- и нефтепроводов.

## История
Разработкой вертолёта коллектив OOO КБ «Аэрокоптер» занимался с 1999 по 2003 год. Было создано две экспериментальные модели. Первая из них находится в Кременчугском лётном колледже и служит наглядным пособием, а вторая — в частной собственности, летает во Франции.
Одна из экспериментальных моделей была представлена в 2004 году в Харькове на чемпионате Украины по вертолётному спорту и заслужила положительную оценку Сергея Сикорского — сына знаменитого авиаконструктора Игоря Сикорского. Сергей Игоревич был в числе именитых гостей, приглашённых на соревнования.
Стоимость АК1-3 составляет около 150 тыс. долларов (2011 год). Аналогичные американские вертолёты Robinson R22 стоят 258 тыс., Sikorsky S-300 — 300 тыс. Первыми заказчиками компании были преимущественно частные лица, а в последнее время этой моделью заинтересовались авиакомпании, обслуживающие сельскохозяйственные предприятия. Была разработана навесная авиахимаппаратура и в 2011 году был построен первый экземпляр АК1-3 с таким оборудованием для Узбекистана.
В августе 2009 года Организация авиационной и космической промышленности (ОАКП) Ирана подписала контракт с OOO КБ «Аэрокоптер» о предоставлении технологии производства вертолётов АК1-3 для последующего налаживания производства на своей территории.
В ноябре 2009 года компания Perla Group International Ltd. (ОАЭ, Дубай) объявила о покупке 100 % акций украинского производителя лёгких двухместных вертолётов «Аэрокоптер». Данная сделка позволит покупателю освоить производство авиатехники в ОАЭ. Для арабской компании в первую очередь была важна покупка не производственных мощностей, а технологии.
КБ «Аэрокоптер» планирует до весны 2012 года создать вертолёт АК-2 «Витязь». Вертолёт будет представлять собой модернизацию АК1-3 «Слава». На вертолёт будет установлен более мощный двигатель Subaru и планируется также заменить лопасти на более тяжелые, что позволит улучшить параметры авторотации. Дальность полёта нового вертолёта планируется оставить такой же (340 км), а грузоподъёмность на внешней подвеске вырастет в два раза (до 200—250 кг).

## Конструкция
Оснащён поршневым бензиновым двигателем EJ-25 «Subaru», мощностью 156 л. с.(110 кВт) работающий на автомобильном бензине с октановым числом 95 и доработанный под данную конструкцию. Мощность от двигателя передается на приводной вал главного редуктора через ременную передачу с обгонной муфтой. Несущий винт состоит из трёх лопастей. Лопасти выполнены из композиционных материалов.

## ЛТХ
Вертолёт способен подняться на высоту 4700 м с двумя пассажирами и 50 кг груза. Ширина кабины на уровне плеч — 1200 мм. Установлены системы обогрева и вентиляции с обдувом остекления. Длина вертолёта с учётом лопастей — 8,09 м, диаметр несущего винта — 6,84 м. При хранении вертолёта в ограниченном закрытом пространстве (гараже, боксе) и транспортировке предусмотрена возможность быстро снять лопасти. При снятых лопастях машина вписывается в пространство длиной 5,68 м, шириной 1,65 м и высотой 2,27 м. Для посадки АК1-3 необходима площадка размером всего 15×15 м.
На вертолёте установлен поршневой двигатель жидкостного охлаждения, работающий на автомобильном бензине с октановым числом не менее 95. Пилотажно-навигационное оборудование позволяет выполнять полёты в простых метеоусловиях днём по правилам визуальных полётов в диапазоне температур от −25 до +35 градусов Цельсия.
Дальность полета: 350 км за 2 часа 20 минут. Расход горючего: 24—32 литра в зависимости от режима эксплуатации. В среднем 30 литров в час или 17 л на 100 км.
Масса пустого вертолёта — 390 кг, его можно транспортировать на небольшом автоприцепе для легкового автомобиля и этот же прицеп использовать как мобильную взлетно-посадочную площадку.
Расчётный ресурс эксплуатации вертолёта до капитального ремонта — 2000 часов. Гарантийный ресурс агрегатов — 100 часов или 12 календарных месяцев.

## Сравнение с аналогами
| Модель                | Страна       | Мощность, л. с. | Максимальная взлетная масса, кг | Максимальная скорость, км/ч | Дальность полёта, км | Цена, тысяч дол. США                         |
| --------------------- | ------------ | --------------- | ------------------------------- | --------------------------- | -------------------- | -------------------------------------------- |
| «Беркут-М»            | Россия       | 1 х 150         | 830                             | 185                         | 820                  | 200                                          |
| Партизан              | \| Россия \| | 1 x 140         | 350                             | 200                         | 450                  | 75                                           |
| Skyline SL-222        | Украина      | 2 х 90          | 637                             | 194                         | 550                  | 149                                          |
| Skyline SL-231        | Украина      | 1 х 210         | 882                             | 209                         | 600                  | 195                                          |
| АК1-3 «Слава»         | Украина      | 1 х 156         | 650                             | 186                         | 350                  | 175                                          |
| Safari 400            | Канада       | 1 х 180         | 725                             | 160                         | 400                  | 150 (цена набора для самостоятельной сборки) |
| Syton AH130           | Италия       | 1 х 130         | 580                             | 190                         | н/д                  | 247                                          |
| DF Helicopters DF334  | Италия       | 1 х 115         | 500                             | 150                         | 300                  | н/д                                          |
| CH-7 Kompress Charlie | Италия       | 1 х 115         | 450                             | 190                         | 480                  | 115 (цена набора для самостоятельной сборки) |
| Robinson R22          | США          | 1 х 131         | 635                             | 190                         | 385                  | 258                                          |
| Rotorway A600 Talon   | США          | 1 х 167         | 680                             | 185                         | 320                  | 98 (цена набора для самостоятельной сборки)  |
| Sikorsky S-300        | США          | 1 х 190         | 930                             | 176                         | 325                  | 350                                          |
| Eagle Helicycle       | США          | 1 х 150         | 386                             | 177                         | 257                  | 38.5                                         |
| Guimbal Cabri G2      | Франция      | 1 х 145         | 700                             | 185                         | 700                  | 375                                          |
| Cicaré CH-12          | Аргентина    | 1 х 180         | 700                             | 205                         | н/д                  | н/д                                          |
| Россия                |              |                 |                                 |                             |                      |                                              |

## Эксплуатанты
- Украина — Воздушные силы Украины, МЧС Украины, МВД, Государственная пограничная служба Украины.
- Россия — 3
- Франция — 3[9]
- ЮАР — 5 (приобрел Альберт Кусто, родственник легендарного капитана Жак-Ива Кусто[10])
- США — 1[5]
- Чехия
- Канада[11]
- Австралия
- Узбекистан
- Австрия[12]
- Бельгия
- Италия
- Турция
- Грузия
- Азербайджан
- Туркменистан[13]

## Катастрофы
| Дата       | Бортовой номер | Место аварии                                           | Жертвы | Краткое описание |
| ---------- | -------------- | ------------------------------------------------------ | ------ | --- |
| 04.07.2009 | UR-RIBA        | Кунцево, Новосанжарский район                          | 2/2    | Упал во время несанкционированного полёта. Погибли пилот и пассажир |
| 18.06.2010 | Украина        | Кременчуг                                              | нет    | Упал в р. Днепр из-за неполадок двигателя во время тренировочного полёта. Пилот-курсант и инструктор получили лёгкие ушибы.                                                                         |
| 24.06.2013 | Украина        | село Кахновка Кременчугского района Полтавской области | нет    | Совершил аварийную посадку, осуществляя учебный полет. Предварительная причина — отказ двигателя. Инструктор и курсант были доставлены в больницу, состояние здоровья пострадавших средней тяжести. |

## Изображения
АК1-3 на 3-й Международной выставке вертолётной индустрии HeliRussia 2010:
|  |  |  |
|  |  |  |